# Aizoanthemopsis
Aizoanthemopsis is een geslacht uit de ijskruidfamilie (Aizoaceae). Het geslacht telt een soort die voorkomt in Macaronesië, het Middellandse Zeegebied en op het Arabisch Schiereiland.

## Soorten
- Aizoanthemopsis hispanica (L.) Klak

... · 
Antimima · 
Argyroderma · 
Carpobrotus · 
Disphyma · 
Dorotheanthus · 
Gibbaeum · 
Lapidaria · 
Lithops · 
Mesembryanthemum · 
Sceletium · 
Tetragonia · 
...